# Laevicaulis alte
La babosa parda africana (Laevicaulis alte), es un molusco gasterópodo del género Laevicaulis. Es la especie más numerosa de este género. Esta especie fue descubierta por el zoólogo André Étienne d'Audebert de Férussac en el año 1821.

## Características
Mide 7 cm de longitud lo que indica que es la más grande del género Laevicaulis. Vive 2 años

## Alimentación
Se alimenta de plantas de la huerta como tomate, pepino, lechuga y hasta incluso sus propios huevos.

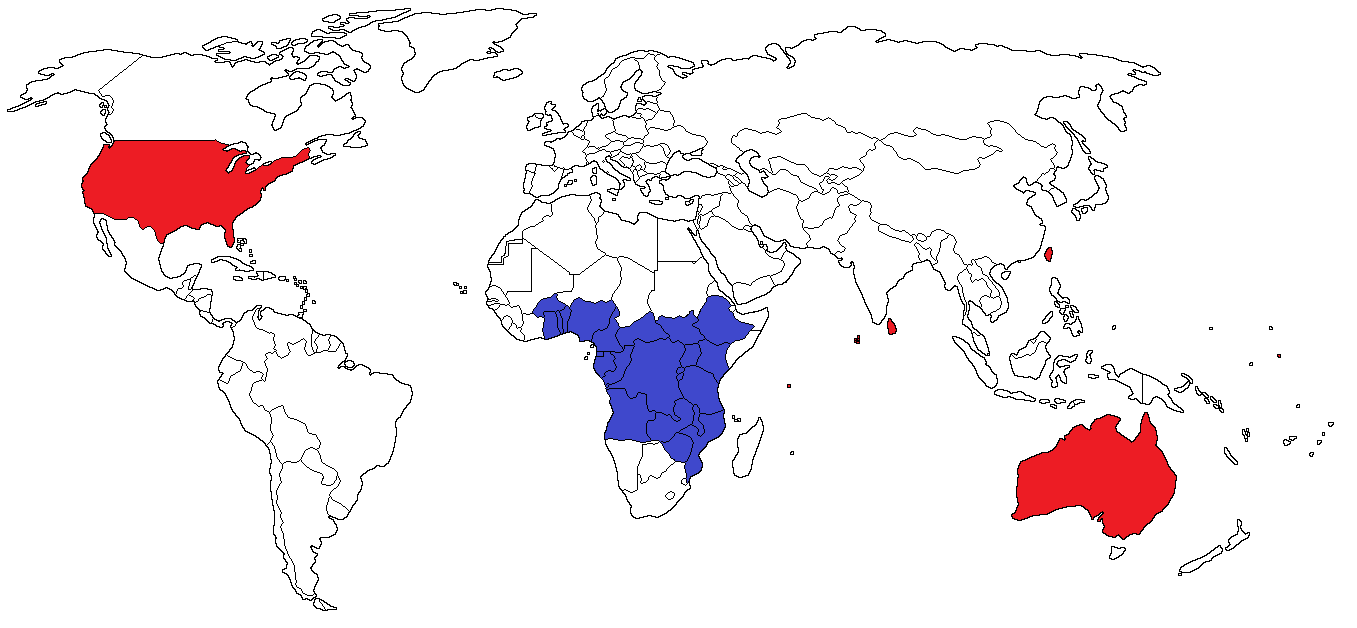
Rojo introducido-Azul: Nativo

## Distribución
Esta especie se encuentra en muchos países,  en Estados Unidos se la considera como especie invasora ya que dañan los cultivos y son vectores del Angiostrongylus cantonensis que transmite meningoencefalitis. Aunque no se ve referencia en países (mapa) de América del Sur, han sido encontradas al oriente de Colombia.